# Острая Корма (Кормянский район)
Острая Корма (бел. Вострая Карма) — деревня в Ворновском сельсовете Кормянского района Гомельской области Беларуси.

## География
В 17 км к югу от Кормы, в 36 км от железнодорожной станции Буда-Кошелёвская (на линии Гомель — Жлобин), в 60 км к северу от Гомеля.

## Транспортная сеть
Транспортные связи по просёлочной, затем автомобильной дороге Корма — Чечерск. Планировка состоит из короткой широтной улицы, застроенной деревянными домами усадебного типа.

## История
Основана в начале XX века переселенцами из соседних деревень. Наиболее активная застройка относится к 1920-м годам. В 1930 году организован колхоз «Острая Корма», работали торфоразработачная артель и ветряная мельница. Согласно переписи 1959 года в составе колхоза имени Г. М. Димитрова (центр — деревня Ворновка).

## Население
- 1959 год — 173 жителя (согласно переписи).
- 2004 год — 10 хозяйств, 17 жителей.